# 2 Cool 4 Skool
A 2 Cool 4 Skool a BTS dél-koreai fiúegyüttes debütáló kislemeze, amely 2013. június 12-én jelent meg a Big Hit Entertainment kiadásában. Az album kilenc dalt tartalmaz és két rejtett számot. Videóklip a No More Dreamhez készült, koreaiul és japánul, valamint a We Are Bulletproof Pt.2-hoz.

## Háttér és kiadás
2013. május 21-én a Big Hit Entertainment az együttes weboldalán visszaszámlálást indított, majd május 26-án megjelent az első előzetes a YouTube-on. A tagok képeit és a koncepciós fotókat a Facebook-on tették közzé. Június 6-án a kiadó Twitter-en megosztotta az album számainak a listáját és a No More Dream előzetesét.
2013. június 12-én az együttes sajtótájékoztatót tartott, valamint előadta a No More Dream és a We Are Bulletproof Pt.2 című dalokat a sajtó jelenlétében. Hivatalosan 2013. június 13-án, az Mnet M [M! Countdown színpadán debütáltak.

## Számlista
| 1.    | Intro: 2 Cool 4 Skool (ft. DJ Friz) | Supreme Boi | 1:03 |
| 2.    | We Are Bulletproof Pt.2             | Pdogg       | 3:45 |
| 3.    | Skit: Circle Room Talk              | Pdogg       | 2:11 |
| 4.    | No More Dream                       | Pdogg       | 3:42 |
| 5.    | Interlude                           | Slow Rabbit | 0:52 |
| 6.    | 좋아요 (Csoajo (Joayo) / I Like It) | Slow Rabbit | 3:51 |
| 7.    | Outro: Circle Room Cypher           | Pdogg       | 3:49 |
| 17:53 |                                     |             |      |

| Fizikai album | Fizikai album           | Fizikai album | Fizikai album | Fizikai album | Fizikai album | Fizikai album | Fizikai album | Fizikai album | Fizikai album |
| #             | Cím                     | Hossz         |               |               |               |               |               |               |               |
| ------------- | ----------------------- | ------------- | ------------- | ------------- | ------------- | ------------- | ------------- | ------------- | ------------- |
| 8.            | Skit: On The Start Line | 2:33          |               |               |               |               |               |               |               |
| 9.            | 길 (Kil (Gil) / Path)   | 3:48          |               |               |               |               |               |               |               |
| 23:34         |                         |               |               |               |               |               |               |               |               |

## Slágerlista-helyezések

### Heti lista
| 2 Cool 4 Skool                       | 2 Cool 4 Skool       |
| Lista (2013)                         | Legmagasabb helyezés |
| ------------------------------------ | -------------------- |
| Dél-Korea, Kaon (Gaon)               | 5                    |
| No More Dream                        |                      |
| Billboard World Digital Songs (2013) | 14                   |

### Havi lista
| Lista (2013)           | Legmagasabb helyezés |
| ---------------------- | -------------------- |
| Dél-Korea, Kaon (Gaon) | 10                   |

### Éves lista
| Chart                       | Peak position |
| --------------------------- | ------------- |
| Dél-Korea 2013, Kaon (Gaon) | 65            |
| Dél-Korea 2014, Kaon (Gaon) | 106           |
| Dél-Korea 2015, Kaon (Gaon) | 96            |
| Dél-Korea 2016, Kaon (Gaon) | 90            |

## Eladási adatok
| Zenei lista            | Év   | Eladás  |
| ---------------------- | ---- | ------- |
| Dél-Korea, Kaon (Gaon) | 2013 | 24 441+ |
| Dél-Korea, Kaon (Gaon) | 2014 | 13 040+ |
| Dél-Korea, Kaon (Gaon) | 2015 | 14 503+ |
| Dél-Korea, Kaon (Gaon) | 2016 | 25 212+ |
| Dél-Korea, Kaon (Gaon) | 2017 | 24 443  |